# Volkswagen I.D. R
El Volkswagen ID. R es un sport prototipo eléctrico fabricado y diseñado por Volkswagen con apoyo de Porsche, especialmente para participar en la Pikes Peak International Hill Climb de 2018.
Con el piloto Romain Dumas al volante marca un tiempo de 7:57.148, consiguiendo su cuarta victoria y el récord absoluto bajando por primera vez en la historia de la prueba de los 8 minutos.
Con idéntica configuración en la prueba de Pikes Peak participó en la subida a la colina de Goodwood de 2018, venciendo en esta edición con un tiempo de 43.86 s. Es el tercer tiempo más rápido de la historia de Goodwood.
El 3 de junio de 2019 recorre el circuito de Nürburgring-Nordschleife en 6:05.336, estableciendo un nuevo récord para vehículos eléctricos y colocándose como el segundo coche más rápido del circuito tras el Porsche 919 Hybrid EVO.
Con la configuración usada en la prueba de Nürburgring-Nordschleife y con cambios en la capacidad de la batería, entrega de potencia y peso, participó en la subida a la colina de Goodwood de 2019, batiendo el récord absoluto con un tiempo de 39.90 s. El anterior mejor tiempo estaba en manos de Nick Heidfeld con un McLaren MP4/13 de F1 (41.60 s).
El 2 de septiembre de 2019 recorrió la subida de Tianmen (Puerta del Cielo) en 7:38.58, siendo el coche que más rápido lo ha hecho.
El 24 de septiembre de 2020 recorrió el circuito alemán de Bilster Berg en 1:24.206, marcando el récord del circuito superando al anterior en más de 9 segundos.

## Vista general
El ID. R es un coche sport prototipo del tipo monoplaza basado en el Norma MXX RD Limited. El objetivo de Volkswagen era superar el actual récord (8:57.118) establecido por Rhys Millen en la categoría de coches eléctricos.

## Configuración Pikes Peak
El ID. R tiene una masa de menos de 1000 kg. Sus dimensiones son de 5200 mm de largo, 2350 mm de ancho y 1200 mm de altura con una batalla de 2850 mm.
Equipa una planta motriz de dos motores desarrollados por Integral Powertrain, delantero y trasero que desarrollan 500 kW de potencia total (680 CV). Su par motor es de 650 N·m.
El sistema de almacenamiento se basa en un paquete de baterías de 40 kWh de capacidad cuyas celdas han sido fabricadas por A123 Systems, donde la clave es la recuperación de energía. Cuando el vehículo frena, los motores eléctricos que también funcionan como generadores, transforman la energía de frenado en electricidad para alimentar las baterías de ion-litio.
Posee elementos aerodinámicos pasivos. Un potente alerón pasivo que suministra gran carga aerodinámica conforme la cantidad de aire disminuye en la subida de la prueba.

## Configuración Nürburgring
El paquete de baterías aumenta hasta los 44 kWh de capacidad. Se modifican distintos elementos aerodinámicos de la parte delantera y los bajos, el alerón trasero es activo con tecnología DRS y se encuentra más bajo.

## Prestaciones
El  coche acelera de 0 a 100 km/h en 2,25 segundos, y de 0 a 200 km/h en 5 segundos. Para la prueba de Pikes Peak su velocidad máxima está limitada electrónicamente a 240 km/h y para la prueba de Nürburgring su velocidad máxima es de 270 km/h.

## ID. R Evo
En febrero de 2020 el equipo de Volkswagen, a través de Sven Smeets, confirmó que estaban desarrollando una nueva versión del VW I.D. R. Se llamará I.D. R Evo y se presume que hará más intentos de récord para mejorar sus marcas o ejecutar otras nuevas.
Finalmente el desarrollo fue cancelado debido al cierre de la división Volkswagen Motorsport.

## Récords
Todas las pruebas han sido ejecutadas por el piloto Romain Dumas si no se indica lo contrario. 
| Circuito                 | Kilómetros | Tiempo       | Fecha      | Observaciones                                                                               |
| ------------------------ | ---------- | ------------ | ---------- | ------------------------------------------------------------------------------------------- |
| Pikes Peak               | 20 km      | 7:57.148 min | 24/06/2017 | Récord absoluto. Anterior: Sébastien Loeb Peugeot 208 T16 (8:13.878).                       |
| Goodwood                 | 2,5 km     | 43.86 s      | 15/07/2018 | Récord para un vehículo eléctrico. Configuración Pikes Peak.                                |
| Nürburgring-Nordschleife | 20,832 km  | 6:05.336 min | 03/06/2019 | Velocidad media: 205,28 km/h. Récord para un vehículo eléctrico. Segundo tiempo más rápido. |
| Goodwood                 | 2,5 km     | 39.9 s       | 06/07/2019 | Récord absoluto. Anterior: McLaren MP4-13 (41.6 s). Configuración Nürburgring.              |
| Tianmen                  | 11 km      | 7:38.58 min  | 02/09/2019 | Récord absoluto.                                                                            |
| Bilster Berg             | 4,2 km     | 1:24.206 min | 24/09/2020 | Récord absoluto. Piloto: Dieter Depping.                                                    |

## Medio ambiente

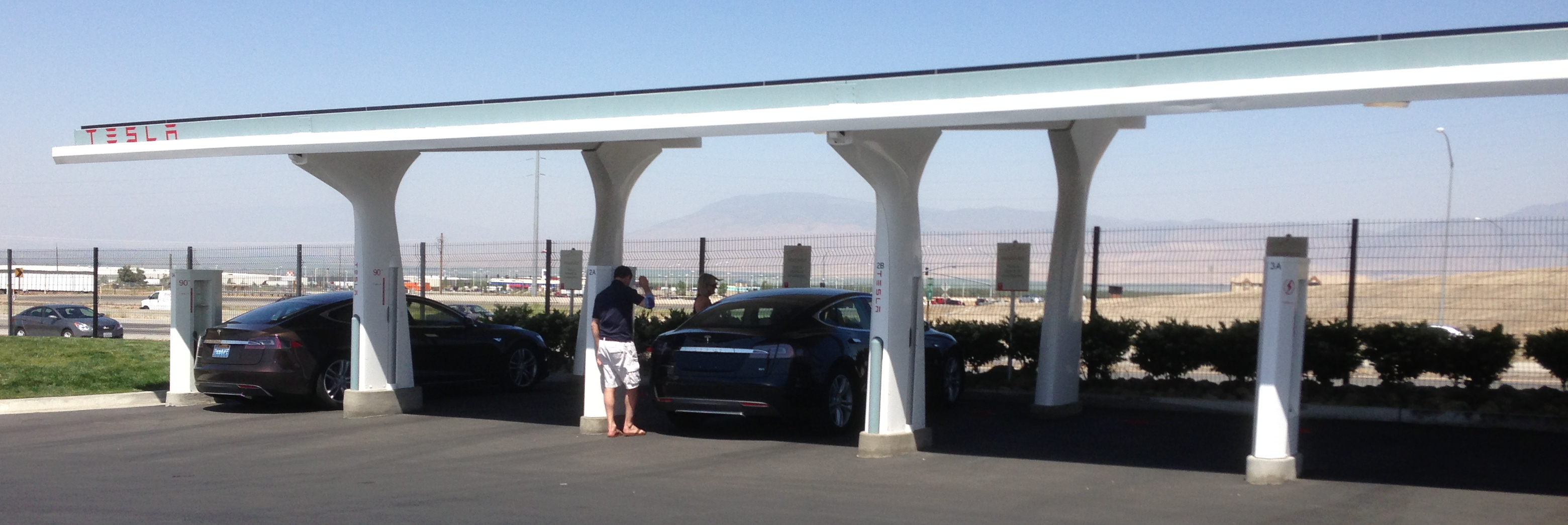
Estación de carga alimentada por energía solar mediante paneles instalados en la cubierta

Como todos los automóviles eléctricos no produce contaminación atmosférica en el lugar de uso.  
También tiene el potencial de reducir la dependencia del petróleo si la electricidad que consume es generada por fuentes renovables como centrales hidroeléctricas, energía eólica o paneles solares.
Además los automóviles eléctricos son mucho más eficientes que los de combustión ya que convierten un 80% de la energía proporcionada por un enchufe en mover las ruedas, mientras que los de combustión sólo convierten entre un 12% y un 30% de la energía del combustible en mover las ruedas.